# Dunbaria longiracemosa
Dunbaria longiracemosa är en ärtväxtart som beskrevs av William Grant Craib. Dunbaria longiracemosa ingår i släktet Dunbaria och familjen ärtväxter. Inga underarter finns listade i Catalogue of Life.